# Paradelia palliceps
Paradelia palliceps är en tvåvingeart som först beskrevs av Zetterstedt 1845.  Paradelia palliceps ingår i släktet Paradelia och familjen blomsterflugor.
Artens utbredningsområde är Québec. Arten är reproducerande i Sverige. Inga underarter finns listade i Catalogue of Life.